# Edmund J. Kearney
Edmund J. Kearney é um ator conhecido por interpretar Sr. Peterson no seriado adolescente Dawson's Creek.